# Château de Trenqueléon
Le château de Trenqueléon, aussi écrit Trenquelléon ou Trenquéléon, a été construit à  Feugarolles, dans le département de Lot-et-Garonne.

## Histoire

### L'origine du nom de Trenquelléon
En 1253, dans le Cartulaire d'Agen, les frères Bernard et Géraud Trenquelléon, fils d'Odon ou Othon de Lomagne, chevalier, seigneur de Fimarcon, donnent à l'évêque d'Agen les dîmes des paroisses de Saiinte-Marie de Bordères et de Saint-Étienne de Calignac.
Dans un acte daté de 1284 passé entre Jourdain de Lisle et le représentant du roi d'Angleterre dans la résidence d'Othon de Lomagne située à Malolerne, le château de Feugarolles et leurs dépendances, la paroisse de Calézun feront partie, à perpétuité, de la juridiction de la bastide de Vianne.
En 1313, un autre Bernard Trenquelléon de Lomagne, fils et petit-fils de deux Odon ou Othon de Lomagne, tous trois seigneurs de Fimarcon, a épousé Allemane de Cazenove.

### Quelques seigneurs, barons de Trenquelléon
- Daniel du Broqua ou Broca, baron de Trenquelléon, a épousé Sérène de Rabar, fille de Pierre de Rabar, écuyer, seigneur de Cerveaud et de Montgré, conseiller au parlement de Bordeaux. Il est mort de la peste, d'où :
  - Joseph du Broqua[3], écuyer,fils aîné du précédent, baron de Trenquelléon, veuf d'Olympe du Puy en 1694, mort en 1703, laissant une fille unique :
    - Anne du Broqua, baronne de Trenquelléon, mariée en premières noces à noble Jean François de La Peyre, écuyer, seigneur de La Lanne, et en secondes noces en juin 1708 avec François de Batz, chevalier, né en 1670, devenu baron de  Trenquelléon par son mariage, d'où :
      - Charles de Batz, chevalier, seigneur baron de Trenquelléon, seigneur du Guay et de Saint-Julien, né en 1712, marié en premières noces en 1738 avec Catherine de Lustrac, et en secondes noces, en 1750, avec Marie Catherine Élisabeth de Malide, fille du comte de Malide et nièce du marquis de La Rochefoucauld, d'où :
        - Charles de Batz, né en 1754, a été seigneur baron de Trenquelléon, mort en 1815. Il s'est marié le 22 septembre 1787 avec Marie Ursule Caroline, fille de Bernard Joseph, comte de Peyronnec de Saint-Chamarand, d'où :
          - Adèle de Batz de Trenquelléon, fondatrice, à Agen, de la congrégation des Filles de Marie Immaculée[4],[5],
          - Charles Polycarpe de Batz, baron de Trenquelléon, né en 1792, marié en 1813 avec Adèle Sérène de Sevin de Ségougnac, d'où :
            - Charles Joseph de Batz, né le 19 mars 1815, baron de Trenquelléon,
            - Léopold Stanislas Joseph Chrisostome de Batz de Trenquelléon, né le 30 juillet 1816, maire de Feugarolles, conseiller général du Lot-et-Garonne, chevalier de la Légion d'honneur en 1875[6]

### Après le XIXe siècle
La dernière représentante de la famille de Batz de Trenqueléon, Charlotte (1873-1939), épouse Bélisaire Albigès. Le château passe à leur fille Hélène, épouse Christian de Bentzmann, puis à Ghislaine de Bentzmann, épouse Batiste, puis à Françoise Batiste, épouse de La Raitrie.

### Le château
Le château de Trenqueléon a été construit en 1771 par Charles de Batz, baron de Trenquelléon, sur les vestiges d'un château féodal des seigneurs du même nom. La date est inscrite sur la lucarne centrale du pavillon ouest et les initiales C.B.T. sont écrites dans le sol en galets noirs et blancs devant l'entrée.
Le château a d'abord été une motte féodale qui a été la propriété des seigneurs de Fimarcon au milieu du XIIIe siècle.

### Création du prixJasmin d'Argent
En juillet 1920 a été créé au château de Trenqueléon le prix Jasmin d'Argent destiné à récompenser un poète chantant l'Amour, la Patrie et la Gascogne en langue française ou en langue d'Oc.

### Protection au titre des Monuments historiques
Les façades et les toitures du château ont été inscrites au titre des monuments historiques le 16 février 1951, remplacé par un arrêté du 12 novembre 2015 couvrant la totalité du château et des communs,.